# Paropsia grewioides
Paropsia grewioides je biljka iz porodice Passifloraceae, roda Paropsia. Prihvaćeno je ime
Ima varijaciju Paropsia grewioides var. orientalis Sleumer.
Sinonimi su Paropsia bequarteii De Wild. i Paropsia dewewrei var. condensata De Wild..
Raste u sjevernoj Angoli (serra do Alto de Queta ), Kamerunu (Središnji, Istočni), Gabonu (Ogooue-Ivindo), Kongo Brazzavilleu, zapadu DR Konga (Zaira), a primjerci su pokupljeni od 200 metara nadmorske visine do 650 metara nadmorske visine.
Svrstana u IUCN-ov popis ugroženih vrsta i status ugroženosti je "najmanja zabrinutost".

### Paropsia grewioides var. orientalis
Varijacija orientalis raste u Mozambiku
, svrstana je u IUCN-ov popis ugroženih vrsta i status ugroženosti je "ugrožena" (en).

## Vanjske poveznice
- Paropsia na Germplasm Resources Information Network (GRIN)  Arhivirana inačica izvorne stranice od 3. svibnja 2013. (Wayback Machine), SAD-ov odjel za poljodjelstvo, služba za poljodjelska istraživanja.